# Mai-Mai
Mai-Mai (også stavet Mayi-Mayi eller Maï-Maï) er et fællesnavn for forskellige regionale militser i den østlige del af Den Demokratiske Republik Congo.

## Historie
Lokale militser i det østlige Congo følger en krigerisk tradition, der går tilbage til Maji Maji-opstanden 1905-07 i det daværende Tyske Østafrika. Navnet går tilbage til den traditionelle, medicinmand Kanyanga, som hævdede, at moderne geværkugler ville glide af krigere der var indviet med hans hellige vand, hvis de strengt overholdt regler som ikke at vaske sig, for ikke at miste den magiske beskyttelse. Navnet Mai-Mai går tilbage til dette magiske vand og betyder "vand" på Lingala. Efterhånden som borgerkrigen blev mere brutal, blev reglerne justeret: "Så krigere skulle ikke vaske sig, men de skulle voldtage kvinder." 
I moderne tid er Mai-Mai ledet af krigsherrer, traditionelle stammeledere, landsbyhøvdinge eller politisk motiverede modstandsfolk. De har kun svag indre sammenhængskraft, og ofte er der slet ingen kontakt mellem de forskellige Mai-Mai grupper. Forskellige grupper har på forskellige tidspunkter allieret sig med en række indenlandske og udenlandske regerings- og guerillagrupper. Begrebet Mai-Mai refererer altså ikke til en samlet bevægelse, med fælles politiske mål, men til mange forskellige, uafhængige grupper, der for det meste kun opererer lokalt.
Under den Anden Congokrig blev Mai-Mai-grupper indsat primært til forsvar, hovedsageligt mod rwandiske styrker. De var særligt aktive i Nord-Kivu og Syd-Kivu. Under den væbnede konflikt i det østlige Congo beskyttede de også landsbyer mod angreb fra den regulære hær.